# (10177) Ellison
(10177) Ellison (1996 CK9) – planetoida z grupy pasa głównego asteroid okrążająca Słońce w ciągu 3,51 lat w średniej odległości 2,31 j.a. Odkryta 10 lutego 1996 roku.